# Brenggolo (Plosoklaten)
Brenggolo is een bestuurslaag in het regentschap Kediri van de provincie Oost-Java, Indonesië. Brenggolo telt 5472 inwoners (volkstelling 2010).